# Szirénkaland
A Szirénkaland (eredeti cím: Mermaids) színes, amerikai televíziós fantasyfilm. A forgatókönyvet Brent V. Friedman, Rebecca Swanson és Daniel Cerone írta, Ian Barry rendezte, a zenéjét Roger Mason szerezte, a producer Martin Brown, Michele Brustin és Timothy O. Johnson, a főszerepben Nikita Ager, Erika Heynatz és Serah D'Laine látható. Készítette a Viacom Productions, az Ion Television forgalmazta. Amerikában 2003. november 15-én a Pax TV-n mutatták be. Magyarországon a TV2-n és a Super TV2-n vetítették le.

## Cselekmény
Diana, a sellőlány elhatározza, hogy bosszút áll apja gyilkosán. Még sohasem hagyta el a tengert, most azonban felkeresi két nővérét a szárazföldön, hogy együtt keressék meg a tettest. Diana egyik testvére, Venus táncosnő egy lepukkant bárban, amely az ördög emberének tulajdonában van. June pedig a harmadik testvér, aki a parti őrség segítőjeként dolgozik. A hableányok minden erejüket egyesítve próbálják megtalálni a gyilkost, hiszen sellőként ugyan nehéz dolguk van a szárazföldön, de a testvéri kötelék mindennél erősebb...

## Szereposztás
| Szereplő     | Színész            | Magyar hang     | Leírás |
| ------------ | ------------------ | --------------- | ------ |
| June         | Sarah Laine        | Madarász Éva    |        |
| Venus        | Nikita Ager        | Zakariás Éva    |        |
| Diana        | Erika Heynatz      | Németh Kriszta  |        |
| Randy        | Daniel Frederiksen | Szatmári Attila |        |
| Carlo        | Jason Chong        | Fekete Zoltán   |        |
| Betty        | Genevieve Lemon    | Hullan Zsuzsa   |        |
| Earl         | Kim Knuckey        | Orosz István    |        |
| Daryl        | Tony Nixon         | Juhász György   |        |
| Cynthia      | Lara Cox           | Biró Anikó      |        |
| Emily        | Taliesha Tait      | Talmács Márta   |        |
| Tessa "Tess" | Brittany Byrnes    | Szabó Zselyke   |        |
| John Mallick | Sean Taylor        | Mikula Sándor   |        |